# Hermannia antonii
Hermannia antonii är en malvaväxtart som beskrevs av Verdoorn. Hermannia antonii ingår i släktet Hermannia och familjen malvaväxter. Inga underarter finns listade i Catalogue of Life.